# الوكب (ملحان)

تعديل مصدري - تعديل

الوكب هي إحدى قرى عزلة الشعاب بمديرية ملحان التابعة لمحافظة المحويت، بلغ تعداد سكانها 355 نسمة حسب تعداد اليمن لعام 2004.